# TEI TS1400
Le TEI TS1400 est une turbomoteur de conception turque. Le lancement officiel du projet a eu lieu le 8 mars 2017. La mission principale étant de maîtriser les technologies de moteurs et de réduire la dépendance envers les sources étrangères. Sous la supervision de l'Agence de l'industrie de la défense turque (SSB), le projet visait à introduire en Turquie des infrastructures dédiées à la conception, au développement et aux essais des moteurs à turbine. Le vol inaugural du turbomoteur TEI TS1400 a été effectué avec l'hélicoptère TAI T625 Gökbey le 19 avril 2023,[réf. nécessaire]. Ce projet de développement de 8 ans a été réalisé par environ 250 ingénieurs de TEI, répartis dans les agences d'Eskişehir, Ankara et Istanbul.
Pendant la phase de développement du moteur TEI TS1400, divers modèles de moteurs ont été examinés. La conception du compresseur à flux centrifuge radial a été privilégiée en raison de sa compatibilité accrue avec les turbines. Contrairement aux compresseurs axiaux généralement utilisés dans les turboréacteurs, la conception centrifuge permet d'obtenir des débits massiques plus élevés dans des espaces plus restreints, conduisant à une longueur de moteur plus courte. Cependant, cette conception nécessite un diamètre de moteur plus grand par rapport aux compresseurs axiaux, qui ont un diamètre plus petit mais une longueur plus importante. Les compresseurs centrifuges sont réputés pour leur robustesse et leur stabilité, tandis que les compresseurs axiaux sont plus économes en carburant.
Le turbomoteur TS1400 est composée d'un compresseur centrifuge radial à deux étages, d'une chambre de combustion à flux inversé, d'une turbine haute pression à deux étages et d'une turbine de puissance à deux étages,[réf. nécessaire].

## Performances
Les deux turbines TS1400 du T625 GÖKBEY ont la capacité de communiquer entre elles grâce au FADEC. En cas de perte de puissance d'un moteur, l'autre moteur peut augmenter sa puissance. La puissance unitaire est de 1 419 ch, avec une puissance d'urgence en cas de panne moteur (OEI) atteignant 1 683 ch pendant une période de 30 secondes. L'indice OEI de 30 secondes permet une brève impulsion de puissance élevée, particulièrement essentielle lorsque l'un des deux moteurs rencontre un problème,[réf. nécessaire].
Le moteur TS1400 garantit des conditions de vitesse de sortie d'arbre de 23 000 tr/min. Il est conçu pour fonctionner jusqu'à une altitude maximale de 6 100 mètres. La durée de fonctionnement est de 2 500 cycles, avec pour objectif d'atteindre 5 000 cycles TAC (Total Accumulated Cycles). Un TAC représente un cycle complet de moteur, comprenant le démarrage, la phase de puissance et l'arrêt du moteur[réf. nécessaire].

## Conversion au turbopropulseur et turboréacteur
Le turbomoteur TS1400 est prévue pour équiper les avions TAI Hürkuş dans sa version turbopropulseur. Bien qu'elle soit adaptée aux turbopropulseurs, l'architecture du compresseur centrifuge à deux étages présente des inconvénients en termes de section transversale, liés au taux de dilution (rapport de l'air qui traverse le noyau) et à l'emplacement de l'ensemble d'air radial et de la chambre de combustion. Un turbopropulseur présente l'avantage d'une consommation de carburant jusqu'à 20% inférieure à celle d'un turboréacteur. Cette économie significative découle de la conception particulière du turbopropulseur, qui intègre une hélice pour tracter l’aéronef. Contrairement au turboréacteur, qui utilise la poussée, générée par la réaction de l'air et du carburant dans la chambre de combustion[réf. nécessaire].
Dans la configuration turbomoteur du TS1400, il est possible de le convertir en turboréacteur en ajoutant une soufflante, des arbres et des roulements supplémentaires à l'avant, ainsi qu'une turbine de puissance à l'arrière. Les turboréacteurs à double flux affichent des taux de consommation de carburant de 30 à 40% inférieurs à ceux des turbines. Cependant, leur production est plus complexe et leurs coûts unitaires sont plus élevés que ceux des turbines. À titre d'exemple, le prix unitaire d'un turboréacteur à double flux F107-WR-402 est de 190 000 $ US, alors qu’une turbine de puissance équivalente est d'environ 100 000 $ US. La technologie fondamentale du moteur TS1400 a servi de base au développement du turboréacteur à double flux TEI-TF10000, dont la poussée est de 44,5 kN avec Post combustion[réf. nécessaire].
Le PDG de Turkish Aerospace Industries, Temel Kotil, a récemment annoncé un turbomoteur de 2 535 à 3 042 ch pour propulser les hélicoptères d'attaque et civils lourds T929 ATAK 2 et T925[réf. nécessaire].

## Boîte de transmission principale
TEI a également assumé la fabrication de la boîte de transmission principale. Son rôle consiste à transmettre l'énergie produite par le moteur vers le rotor principal. Plus précisément, son fonctionnement implique la réduction significative de la vitesse générée par le TS1400, qui peut atteindre 23 000 tr/min à la sortie de l'arbre de la turbine. Cette réduction de vitesse est suivie d'une augmentation du couple, contribuant ainsi à ajuster la vitesse de rotation du rotor à environ 350 tr/min. La conception de la boîte de transmission principale est soumise à des exigences rigoureuses. Sa légèreté est impérative, sans compromettre sa fiabilité. Le TBO (Time Between Overhauls) entre les révisions doit être élevé. Il doit également être capable de maintenir une performance minimale d'au moins 30 minutes après une perte totale de lubrifiant.

## Les obstacles de la licence américaine
Le turbomoteur TS1400 peut être adaptée pour remplacer les moteurs LHTEC CTS800-4A de l'hélicoptère TAI T129 ATAK. En effet, la Turquie a rencontré des obstacles pour obtenir la licence d'exportation américaine pour les moteurs LHTEC CTS800-4A, entravant des accords potentiels avec le Turkménistan, le Pakistan et les Philippines. Malgré la signature d'un contrat en 2018 pour la vente de 30 hélicoptères T129B pour le Pakistan, le processus d'approbation de la licence d'exportation américaine était en cours en mai 2019. Un accord similaire avec les Philippines est également en attente de cette licence pour l'achat de 6 hélicoptères T129B, avec 10 en option. Bien que l'on ne s'attende à aucune réaction négative de la part des américains, TAI préfère ne prendre aucun risque et envisage d'installer les moteurs TEI TS1400 dans ses aéronefs.